# アゲル・ファレルヌスの戦い
アゲル・ファレルヌスの戦い（アゲル・ファレルヌスのたたかい）は第二次ポエニ戦争中の紀元前217年に発生した共和政ローマとカルタゴとの小規模戦闘である。トラシメヌス湖畔の戦いに勝利したハンニバルは南進してカンパニアに達し、ヴォルトゥムス川（現在のヴォルトゥルノ川）沿いの肥沃な平原（アゲル・ファレルヌス）に入った。アゲル・ファレルヌスの北側は山地であった。トラシメヌス湖での敗北後、ローマはクィントゥス・ファビウス・マクシムスを独裁官（ディクタトル）に任命し、ローマ野戦軍の総指揮をとらせた。ファビウスはハンニバル軍を避けて正面衝突は行わず、有利な状況の場合にのみ戦闘を行う戦略をとった（後にこのような持久戦略をファビアン戦略と呼ぶようになる）。ファビウスはアゲル・ファレルヌスに入る川と道路を占領し、カルタゴ軍をアゲル・ファレルヌス内部に閉じ込めた。この状態で持久戦が続いたが、ハンニバルは火牛の計を用いて峠道を守っていたローマ分遣隊を持ち場から離れさせ、この峠道を通って無傷で脱出した。ファビウス自身とのその本軍もこの峠の近くに野営していたが、夜間の戦闘を恐れてカルタゴ軍に対する攻撃は行わなかった。

## 戦略的状況
トラシメヌス湖畔の戦いで執政官ガイウス・フラミニウス率いるローマ軍2個軍団は壊滅し、カルタゴのローマ侵攻を阻止すべきローマ軍は消滅した。もう1人の執政官であるグナエウス・セルウィリウス・ゲミヌスが率いる2個軍団はアペニン山脈の逆側、アリミヌム（現在のリミニ）付近にいたため、ハンニバルの南進阻止は不可能であった。また、この軍団は、トラシメヌス湖畔の戦い直後にハンニバル隷下の騎兵指揮官であるマハルバルにアッシシウム（現在のアッシジ）付近で待ち伏せ攻撃を受け、騎兵4,000が撃破されていたために、偵察能力を殆ど失っていた。ゲミヌスはアリミヌムに撤退し、ポー平原におけるガリア人の襲撃に対応するのが精一杯であった。この時点での主導権はハンニバル側にあり、ローマ側は新たな軍団の編成が完了するまでイタリア半島内の同盟都市の防衛能力を失っていた。

### ハンニバルのイタリア南部へ侵攻
ハンニバルが主導権を持ちつつもなぜ直接ローマへ侵攻しなかった理由については推論の域を出ず、またトラシメヌス湖畔での勝利直後にローマへ向かったらどうなったか、に関しても同様である。事実としてはハンニバル率いるカルタゴ軍は南東へ向かってペルシア（現在のペルージャ）を経由してウンブリアへと入った。共和政末期・帝政初期の歴史家であるティトゥス・リウィウスはラテン人殖民都市であるスポレンティウム（現在のスポレート）包囲戦に関しての記述があるが、ポリュビオスはそれには触れおらず、おそらくは小規模なカルタゴ軍襲撃部隊がスポレンティウムで問題を起こした程度と推定されている。ハンニバルはトラシメヌス湖畔の戦いののち、農村部を略奪した後、アドリア海沿岸へと出て、10日後にはヘリタに到着した。ここでハンニバルは壊血病に苦しんでいた兵を休息させ、ローマ兵から奪った装備でリビュア兵の武装を整え、現地のワイン（acetum）を軟膏代わりに使って騎兵の馬を健康な状態へと戻した。周囲にはローマ軍はいなかったため、ハンニバルはいまだ自由に次の行動を決定できる状態にあった。

## 序幕

### 独裁官選出
トラシメヌス湖畔の戦いでの敗戦の噂が広がると、ローマ市民の間にはパニックが広がり秩序は乱れた。この噂は、法務官（プラエトル）のマルクス・ポンポニウスがフォルム・ロマヌムで「我々は大きな戦闘で敗北した」と告げたため、真実であることが分かった。元老院は次の策を協議していたが、3日後にはローマ騎兵がマハルバルに敗れたとの報告が届いた。元老院もローマ市民も事の重大さを認識し、紀元前249年以来となる独裁官（ディクタトル）を選出することが決定された。現役執政官2人の内、ガイウス・フラミニウスはトラシメヌス湖畔の戦いで戦死し、もう1人のグナエウス・セルウィリウス・ゲミヌスはいまなお遠隔地にいたため、独裁官は元老院議員の中から選ばれることとなった。

### クィントゥス・ファビウス・マクシムス
クィントゥス・ファビウス・マクシムスはローマ貴族（パトリキ）であるファビウス氏の一員で、独裁官選出の必要性を訴えていたが、ケントゥリア民会の支持も得て独裁官に選出された。独裁官の任期は6ヶ月であった。ファビウスは既に58歳であり、ハンニバルと比較すると30歳も年長であったが、顔にいぼがあったため、「あばた顔（ウェッルコスス）」というあだ名が付けられていた。ファビウスは第一次ポエニ戦争に従軍、また紀元前233年と紀元前228年に執政官に選出され、紀元前230年には監察官（ケンソル）、またリグリア人に対する勝利にも貢献したと見られていた。通常独裁官は自身で副官を選ぶが、彼の政敵であったマルクス・ミヌキウス・ルフス（en、平民出身で紀元前221年の執政官）が副官としてつけられた。したがって、ファビウスの実際の地位は独裁官代理のようなものであったが、任期中ファビウスは独裁官としての権力を十分に活用した。
独裁官に選出された後、ファビウスはローマ市民の士気を回復し、さらにローマ防衛の準備に腐心した。まずは国政に関連する宗教的行事と、民事手続きの遵守に細心の注意を払い、市民の士気向上のために、トラシメヌス湖畔での敗戦は戦死した執政官のフラミニウスが宗教的行事を無視したことが原因であると非難した。元老院はファビウスの示唆によりシビュラの書（元老院が管理していた神託書）を参照し、法務官（プラエトル）の一人に生贄を捧げてローマの神々をなだめる役が割り当てられた。ハンニバルの実際の位置や（ローマ直接攻撃はしないという）意図を知らなかったため、ファビウスは神事を行った後に、ハンニバルのラティウム（ローマを含むイタリア中央西部地方）侵攻に対する準備を開始した。
市の城壁は修復され、ミヌキウスが「迎撃委員会」の準備を命じられ、2個ローマ軍団と2個同盟国軍団および随伴騎兵部隊が近隣のティブル（現在のティヴォリ）防衛のために編制された。ラティウム地域の城壁を持たない都市は放棄され、住民は城郭都市に移住するように命令された。カルタゴ軍の進軍を困難にするため、主な橋は破壊された。ハンニバルにローマ攻撃の意図が無いことが分かると、北方に派遣されていた執政官セルウィリウスの軍団にラティウムに戻るよう命令した。ファビウス自身はローマを離れ、ナルニア（現在のナルニ）の近くあるいはオクリクラム（現在のオトリーコリ）南方でセルウィリウスから軍の指揮を引き継ぎ、さらにティブルでミヌキウスの軍団を合わせて、アッピア街道沿いにアプリア（現在のプッリャ）に進んだ。セルウィリウスはオスティアで副執政官として海軍の指揮を執ることとなった。ローマ陸軍の集中が完了したため、ファビウスは計画の次の段階、すなわちカルタゴ陸軍に勝利すること、を実行する必要があった。ファビウスは子供時代に大人しく人の言うことに従ったため、「子羊」とあだ名されていたが、次の数ヶ月の彼の活動は、彼がそのあだ名のように最大限をやってのけたとの印象を周囲に与えた。

### 戦略
第一次ポエニ戦争中の紀元前247年から紀元前241年までの間、ハミルカル・バルカはシチリアのカルタゴ陸軍を指揮していたが、ローマ陸軍と対抗できる兵力は有していなかった。このため会戦は避け、ローマ支配領域近くの難攻不落な場所に陣地を築き、ローマ軍に対する嫌がらせ攻撃を繰り返した。ハミルカルはいくつかの小さな勝利を収めることで、これを打ち破るのは困難との評判を作りあげ、カルタゴ軍を維持した。6年間のこのような戦闘の後、ローマは疲弊しほぼ破産状態となった。実際、新たな艦隊を建造するにあたっては、裕福な市民からの寄付に頼っている状態であった。
ファビウスの率いるローマ軍は、規模においてはカルタゴ軍と同程度であったが、能力は劣っていた。ファビウスはハミルカルの息子であるハンニバルと決戦を行うか、あるいは新たな策略を立案する必要があった。結局ファビウスは、敵であるハミルカルの戦略を採用することとした。

## ファビアン戦略
ローマが軍団を編制し、政治的/宗教的行事を行っているとき、ハンニバルはハルティアからゆっくりと南下していた。この行軍の間に、軍は休息し、健康を回復し、再訓練を行い、装備を充実させ、穀物、家畜、食料等を集めた。西に方向を転じるまで沿岸の平地に沿って行軍した。アルピ（en、現在のフォッジャの北方5マイル）近くでファビウス率いるローマ軍はカルタゴ軍と接触し、カルタゴ軍野営地から6マイル離れたアイカ（現在のトローイア）に野営した。ハンニバルは軍を整列させ戦闘を求めたが、ファビウスはこれを無視して野営地から出なかった。ファビウスの計画はローマ人に忍耐を要求することであり、これはファビウスの政治生命も傷つける可能性もあったが、後世の歴史家はハンニバルの危機に対するものとしては最も堅実なものであったと評価している。
それから数ヶ月、ファビウスは後世に「ファビアン戦略」として知られる持久戦略をとりつづけ、「のろま」（クンクタートル）と呼ばれるようになった。ハンニバルの挑発にもかかわらずローマ軍は常に会戦を拒否し、距離をとって、またカルタゴ軍騎兵がその優位性を生かせないよう高地に位置取り、常にカルタゴ軍を影のように追っていった。ローマ軍は常にカルタゴ軍が攻撃できないような場所に野営し、軽歩兵と騎兵からなる遊撃隊が食料調達部隊を守っていた。カルタゴの食料調達隊と脱落兵を見つけた場合は可能であれば倒すこととした、この戦略では、カルタゴ軍がローマ同盟都市を略奪し破壊するのを阻止することはできなかったが、ローマ軍は貴重な戦闘経験を身につけつつも、無傷のままであった。ファビウスはまた同盟都市がカルタゴ側に付かないように介入工作を実施した。この戦略は紀元前217年の夏中続けられたが、この間ローマの経済資産の多くが破壊される結果となり、ローマ市民の忍耐も限界に達した。

### アゲル・ファレルヌスでのカルタゴ軍
アルピを出た後、ハンニバルはサムニウムに向かって西へと進路を変え、ベネヴェントゥム（現在のベネヴェント）に向かい、周辺を思いのままに略奪した。ファビウスは用心深く高地を通りながらカルタゴ軍を追尾した。ベネヴェントゥムはハンニバルに門を閉ざしていたが、そこから北に転進しヴェノシアまたはテルシアと呼ばれる街の占領に向かった。そこから南西に向かい、ラティウム南方でカプア北方の肥沃な川沿いの平地であるアゲル・ファレルヌスを目指した。アリファエ（en）、カリファエを通過し、ヴォルトゥヌス川（現在のヴォルトゥルノ川）を渡河してカレス（現在のカルヴィ・リゾルタ）に至り、最後にカシリヌム（en、カプアの北西3マイル）に達した。ハンニバルはこの肥沃な土地で兵を休め、ローマの軍事行動に遮られること無く、夏の間に戦利品として家畜、穀物、補給物質さらには捕虜を得た。
アゲル・ファレルヌスから出るには8本の道路があったが、カルタゴ軍はヴォルトゥヌス川の北に位置しており、かつ全ての橋はローマ軍が押さえていたためハンニバルが利用可能な道路は3本のみであった。ファビウスはこれを戦略的機会と捉え、カルタゴ軍を罠にかけようとした。実際にはそうはならなかったが、ハンニバルがこの罠にはまりそうになったのは、イタリア人の案内人がカシヌムとカシリヌムを間違えたという説と、捕虜からカルタゴ軍がカンパニアに到着するとカプアはカルタゴ側につくかもしれないと聞いたためという説がある。あるいは、ローマ軍はそこに住むイタリア軍の資産を守る能力が無いことを見せ付けるためだったという説もある。

### ハンニバル包囲される
ファビウスは橋の1つに近いカシリウム、およびアゲル・ファレルヌス南方のカレス（en、現在のカルヴィ・リゾルタ）の守備兵力を増強した。ミヌキウスは平野の北方に位置し、分遣隊を出してラティナ街道とアッピア街道を見張っており、またテヌムにも守備兵を派遣していた。ローマの主力軍は、ミヌキウスの西方マシクス山（en）の近くに野営しミヌキウスの軍を支援する準備ができていた。4,000の兵力を有する分遣隊がハンニバルが通過する可能性があるカリキュラ山の峠に派遣された。但し、実際の場所に関しては現在でも議論が続いている。このため、アゲル・ファレルヌスの平原部に位置するカルタゴ軍をローマ軍は完全に包囲したことになる。カルタゴ軍がアゲル・ファレルヌスの包囲を突破するにはローマ軍を打ち破るしかなかった。唯一の疑問は、カルタゴ軍がいつ行動するかであった。ファビウスは彼の目で見る限り可能な限りの手段を講じた。ローマ軍がなすべきことは、カルタゴ軍の補給が尽き、包囲突破の行動を開始するのを待つことであった。
全ての経路を遮断されたハンニバルはいずれ動くしかなかったが、ファビウスはカルタゴ軍を観察するのみで決戦を強要するようなことはなかった。しかし一方この戦略はローマ軍の安全は担保したが、ファビウスのローマにおける政治的評判は低下していた。彼の部下も元老院も、包囲されているハンニバルを早急に叩き潰すことを望んでいた。とはいえホスティリウス・マンキヌスが騎兵400を率いて偵察したとき、カルタロ（en）率いるヌミディア騎兵と戦闘になりローマ騎兵は全滅、マンキヌスも戦死した。いまなおカルタゴ軍は依然強力であり、ローマ軍は時が来るまで待ち続けるしかなかった。その頃ファビウスは宗教行事のために一旦ローマに戻った。裕福なローマ人は、ハンニバルが彼らの資産を破壊しているという危機意識を持っており、彼らにファビウスの戦略を納得させるのも目的の1つであった。

## 戦闘

### 戦闘前の状況

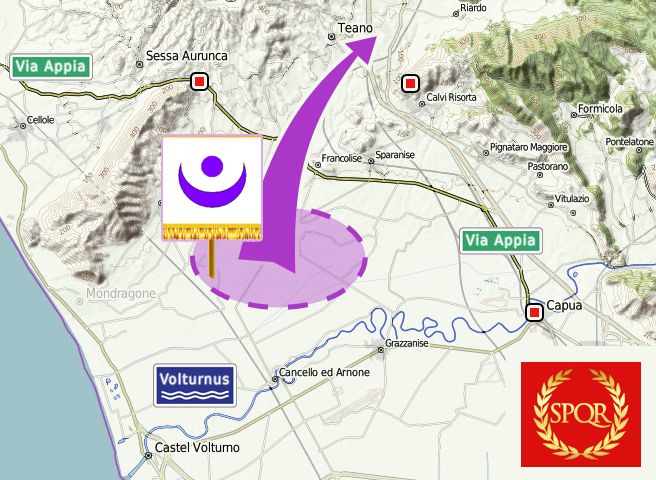
ハンニバル包囲と脱出

周辺の略奪を終えた後、ハンニバルは冬営はここでは行わず、アゲル・ファレルヌスを離れることを決めた。他方ファビウスは十分な補給線を確保しており、彼の独裁官の任期が終わるか、あるいはカルタゴ軍が攻撃をしかけてくるまでじっと待つつもりであった。すでに略奪するものも無くなっており、ハンニバルは何時までも待っている訳には行かず、結局は補給不足が生じてきた。それでもファビウスのローマ軍は、いかに挑発されようともカルタゴ軍を攻撃することはなかった。ハンニバルも、高地の防御された陣地に布陣しているローマ軍を攻撃して大損害を被るつもりはなかったため、にらみ合いは続いた。最終的にはカルタゴ軍は、平原に入る際に通過してきたカリキュラ山の峠に向かって東へと移動した。ファビウスはこの動きを予想しており、兵4,000でこの峠を封鎖し、主力軍は近くの丘に野営させた。ミヌシウスの軍もこれに合流した。

### カルタゴ軍の準備
ハンニバルはこの罠から逃れるために慎重な準備を行ったが、それはローマ軍が期待した会戦を行うためではなかった。作戦実施の前日、兵には十分な食事を与え、また早く寝るように指示したが、かがり火は炊き続けた。一方、略奪してきた中から雄牛2,000頭を選び、非戦闘員2,000にこの雄牛を引かせ、この護衛のために兵2,000をつけた。乾燥した木材と薪が雄牛の角に括り付けられた。ハスドルバルという名前の補給将校（後のカンナエの戦いでは騎兵部隊を率いた）が、この雄牛部隊の作戦全体を監督した。準備が完了した後、雄牛部隊はローマ軍4,000が守る峠に向かった。しかし、ローマ軍と戦うことや峠を占領することが目的ではなかった。ファビウスの野営地の東側下方、峠の北西方向にカリキュラ山の尾根の鞍部があった。カルタゴ軍の槍兵にこの鞍部を奪取し確保する役目が与えられた。なおアッピアノスの『ローマ史』には、この際にハンニバルは行軍の邪魔にならないように捕虜5,000を処刑したと記されているが、ポリュビオスとリヴィウスはそのような記録は残していない。

## 夜襲
規定の時刻にカルタゴ兵は起き、可能な限り静かに行軍を開始した。一方雄牛部隊は鞍部に向かい、斜面に差し掛かったところで角に結び付けていた薪に火がつけられた。雄牛は恐怖に駆られ、狂ったように鞍部の斜面を駆け上がり、数千の松明が山際を動き回った。この灯りと騒音はファビウスのローマ本軍と峠を守る分遣隊双方の注意を引いたが、両者の反応は異なっていた。
彼の部下とミヌシウスが促したにもかかわらずファビウスは陣地を離れなかった。兵士は武装し出動準備ができていたが結局は動かなかった。ファビウスは夜戦を行うつもりはなかった。平坦でない場所での戦闘では、ローマ歩兵はその強みを失い、戦列が崩されてしまう可能性があり、また連絡網も妨害されることを恐れたためである。ハンニバルはトレビアとトラシメヌス湖畔の戦いの双方において策略によりローマ軍を打ち破っていたため、ファビウスは自分の軍がその二の舞になるのを恐れた。このため、ローマ軍は面子を失いはしたものの、軍自体を失ってしまうことは無かった。
峠に布陣していたローマ分遣隊には、ファビウスのように引き止めるものがいなかった。カルタゴ本軍が攻撃をかけてきたものと信じ、その攻撃のために持ち場を離れた。ローマ軍が峠の持ち場を離れると、ハンニバルの本軍はアフリカ歩兵を先頭に騎兵、輸送部隊、家畜の順に野営地を出発し、ケルト歩兵とイベリア歩兵が後衛となってこれを守った。ファビウスが攻撃を仕掛けてこなかったため、カルタゴ軍は妨害されること無く峠を通過した。鞍部に向かったローマ軍は、その灯りの正体を知って驚愕した。雄牛が暴れまわりローマ軍の戦列を崩し、カルタゴの槍兵が待ち伏せしており、大混乱が発生した。夜が明けるとイベリア歩兵が鞍部の斜面を登ってこの混乱に加わってきた。イベリア人は山岳戦闘の達人であり、ローマ軍を蹴散らして1,000人以上を殺し、ローマ軍が反撃してくる前に非戦闘員、槍兵、そしていくらかの雄牛を救出した。

## その後
ファビウスのとった一連の戦術に対する不満がローマで高まり、ファビウスの政治的影響力はこの戦闘の後に衰退し始めた。ハンニバルはファビウスの罠から逃れた後、ローマの資産を意のままに略奪し、アプリアに向かって東進した。ファビウスは、それでも持久作戦を継続した。彼はハンニバルの進路にあたる街を焼き、穀物を刈り取る焦土作戦を実施するように命令した。ローマ軍とは異なり、補給線を確保していないカルタゴ軍の行動を阻害することを狙ったものだった。実際にこの戦術は有効であったと思われるが、ローマ人の忍耐は限界に達していた。ハンニバルはサムニウムを通ってアプリアに入り、ゲロニウムの街を冬営地として選んだ。ここでゲロニウムの戦いが生じるが、そこでローマ軍はまたもカルタゴ軍の策略にはまってしまう。

## 重要性
この戦闘はティキヌスの戦いに比較すると小規模なものであった。ファビウス自身はハンニバルの動きに騙されることはなかったが、峠を守備していた分遣隊は騙されてしまった。レナード・コットレルは、その著書『ハンニバル：ローマの敵』の中で、この欺瞞行動はファビウスに察知されるように計画されていたと述べている。ハンニバルはファビウスの心理を学んでおり、ハンニバルが望むようにファビウスが動くような計画を立案した。ファビウスは、ローマ歩兵の強みであるチームワークを生かせないように、ローマ軍が陣形を維持できない平坦ではない地形を選んでハンニバルが戦闘を仕掛けてくると考えていた。ハンニバルはローマ軍に対して自軍が有利となるよう戦闘の場所と時間を選んでいた。ファビウスはハンニバルの予測通りに行動した、即ち何もしなかった。峠を守っていたローマ軍分遣隊は、ファビウスからの指示がなかったため行動を開始した時には自分たちの行うべき事 - カルタゴ軍の脱出の阻止 - を行っていると考えた。繰り返しになるが、ローマ軍分遣隊のみはハンニバルの予測どおりに動き、カルタゴ軍は脱出に成功した。
両軍の指揮官共に、孫子の言にある「戦を避ければ敗れる事は無い」を実践していた。ファビウスは優勢なハンニバルとの会戦を避けたかった。ハンニバルも防御されたローマ軍陣地を攻撃することは自軍の損害につながるため、やはり会戦は避けたかった。ベイジル・リデル＝ハートは彼の著書『戦略論 間接的アプローチ』及び『覆面を剥いだ名将たち――統率の原理と実際』の中で、成功を収めた将軍は兵力の節約と非直接的な手法の概念を理解しているとして、孫子の別の言である「敵を知り己を知れば百戦危うからず」を引用している。ハンニバルは、この小規模ではあるが重要な戦闘において、これらの要素を計画の中に含み、実施した。1年の後、ハンニバルはカンナエの戦いにおいて、その圧倒的な戦術能力を示すことになる。また夜戦には常に危険が伴い、訓練と組織化された行動が必要であるが、それはカルタゴ軍において示された。

### ファビウス：用心深いのか天才か?
ファビウスがローマ陸軍の司令官となったとき、兵の半数は新兵で、残りの半数もハンニバルに対する敗戦の生き残りであり、殆ど自信を持っていなかった。カルタゴ陸軍はベテラン兵とローマ陸軍に対する優位性を保持していた。ハンニバルは3回連続してローマ軍を撃破しており、ファビウスは4回目にはなりたくなかった。戦闘を避けることは当時の情勢では堅実なものであった。ファビウスが自身の戦略に固執した理由としては、以下が考えられている。
- 戦いを避けることで、ハンニバルは戦闘においてローマ軍を撃破することが不可能となる。ローマ軍は無傷のままで、他方ハンニバルの戦争目的を妨害することができる。ハンニバルは勝利を重ねることによって、イタリア内のローマ同盟都市を同盟から離脱させる必要があった。負けないことによって、ファビウスはハンニバルの目的を妨害し、またハンニバルの戦術的優位性（戦闘が発生すればローマ軍を撃破できる）を失わせた。
- ローマ軍には十分な補給があったが、カルタゴ軍は本国を離れて自活しなければならなかった。ハンニバルが通過する地域のローマおよびイタリア諸都市に対して食料・飼料を破棄するように命じ、ハンニバルが補給不足により常に移動せざるを得なくした。このローマ人が言う「敵の腹を蹴る」戦略によって、ファビウスは戦うことなくハンニバルを消耗させていった[19]。 以前はカルタゴ領土であったサルディニアとシチリアがローマ領となったためローマはここから穀物を輸入・徴発することができた。ハンニバルは軍を維持するに当たり、そのようなシステムを有していなかった。しかしローマ・イタリア市民が焦土作戦を十分に実行しなかった可能性はある[19]。
- 確固たる補給システムが無かったため、ハンニバルは軍のかなりの部分を分離して周囲の略奪や食料の確保を行うことを強いられた。また同時にローマ軍の奇襲に備えて野営地を防御する兵も確保する必要があった。他方ファビウスは時間にも場所にも制限を受けず、戦略的主導権を取ることができた。この脅威のために、ハンニバルは食糧確保の兵士数を制限せざるを得ず、供給は不十分となり、また孤立したカルタゴ軍に時と場所を選んでローマ軍が攻撃をかける機会を与えた[20]。
- ファビウスの後ろにはローマ本国が控えていたが、ハンニバルは兵力の増強は期待できなかった。ローマの警戒部隊は食料調達に出てきたカルタゴ軍に嫌がらせ攻撃をかけており、兵力は徐々に減少していった。ファビウスは物品を失っても補充できるが、他方敵国の中をさまよっているハンニバルにはそれはできない。ファビウスが持久戦略を続けることによって、ローマ兵の自信と能力は向上していった。
- ファビウスが彼の戦略に対するローマ市民の反応を考慮していたかは不明である。ハンニバルの脅威だけでなく、ファビウスはこの消極戦略に対する市民の怒りや憤りに対処する必要があった。宗教行事を行うためにファビウスは少なくとも2回ローマに戻っているが、これは彼の戦略を市民に説明するためでもあった。

要約すると、ファビウスの用心深さは紀元前217年の時点でハンニバルに対する戦略としては最良のものであった。この期間における彼の役割は、後には「ローマの盾」と賞賛されることになる。

### その他文献
- Dodge, Theodore A. (1891). Hannibal. Da Capo Press. ISBN 0-306-81362-9
- Warry, John (1993). Warfare in the Classical World. Salamander Books Ltd. ISBN 1-56619-463-6
- Livius, Titus (1972). The War With Hannibal. Penguin Books. ISBN 0-14-044145-X
- Delbruck, Hans (1990). Warfare in Antiquity, Volume 1. University of Nebraska Press. ISBN 0-8032-9199-X
- Lancel, Serge (1997). Carthage A History. Blackwell Publishers. ISBN 1-57718-103-4

座標: 北緯41度11分00秒 東経14度33分00秒 / 北緯41.1833度 東経14.5500度